# Средња школа за информационе технологије Београд
ITHS (Information Technology High School) је средња школа за образовање ИT техничара, са седиштем у Београду, Србија. Школа је акредитована од стране Министарства просвете, науке и технолошког развоја Републике Србије и подржана од стране две велике регионалне компаније: Comtrade и LINKgroup.

## О школи
Школа је почела са радом 2011 године. Настава се одржава у згради Технолошког центра компаније Comtrade у Београду. Наставни план и програм састоји се из низа стручних предмета из области информационих технологија, али и предмета за стицање општег образовања. 
У настави се користе електронски дневник, апликације и електронске интерактивне табле и свеске.
Многе јавне личности су били гости школе и у организованим разговорима са ученицима делили савете и одговарали на постављена питања. Неки од њих су Срђан Ђоковић, отац српског познатог тенисера Новака Ђоковића, Ник Вујичић i Мигуел Родрíгуез Андреу, шпански књижевник. Поред јавних личности, школа организује и гостовања стручњака из разних повезаних области.
Школа је остварила сарадњу и са Википедијом, која је ученицима организовала предавање на тему рада на Википедија пројекту. Сарадња је остварена путем пројекта Вики гимназијалац, који је у оквиру образовног програма Википедије Србије.

## Образовни профили
Школа има пет образовних профила:
- Електротехничар информационих технологија - оспособљавање за учешће у изради софтверских апликација, креирање и развијање база података, статичких и динамичких веб презентација, и одржавање и проверу сигурности информационих система
- Администратор мрежа - оспособљавање за постављање активне и пасивне мрежне опреме, умрежавање рачунарске опреме и одржавање рачунарских мрежа
- Електротехничар мултимедија - пружа комбинацију знања која омогућавају креативно изражавање кроз комбиновање звука, слике, анимације и видеа
- Електротехничар рачунара - образовање техничара за рад на хардверу и софтверу, тј. оспособљава електротехничаре који се баве одржавањем електронике самог рачунара или реализацијом програма на рачунару
- Електротехничар телекомуникација - стичу се практично примењива знања и вештине за обављење послова одржавања телефонских система и кабловских мрежа, инсталирања и одржавања опреме у рачунарским мрежама, инсталирања и одржавања телекомуникационе опреме, тестирања уређаја и опреме, отклањање кварова и сметњи у оквиру телекомуникационих мрежа

## фестивал
– Средња школа за информационе технологије и ITS – Висока школа струковних студија за информационе технологије једном годишње, за време зимског распуста, организују coDEsign - бесплатан ИT фестивал намењен пре свега основцима и средњошколцима, а путем преноса уживо и свима који желе да стекну основе у информатици, дизајну, online маркетингу, дизајну и уређивању веb страна или креирању видео-игара.